# Karnaški seznam kraljev
Karnaški seznam kraljev je seznam zgodnjih egipčanskih faraonov, vgraviran v kamnite plošče na jugozahodnem vogalu slavnostne dvorane Tutmoza III. v karnaškem tempeljskem kompleksu v sodobnem Luksorju, Egipt. Seznam je bil sestavljen med vladanjem Tutmoza III. Na njem je 61 faraonov. Prvi med njimi je Sneferu iz Starega egipčanskega kraljestva. Čitljivih je samo 39 imen. Eno od njih ni napisano v kartuši, ki je običajno obkkrožala faraonovo ime.  
Seznam ni popoln seznam egipčanskih faraonov, pomemben pa je zato, ker vsebuje imena faraonov iz Prvega in Drugega vmesnega obdobja Egipta, ki so na večini drugih seznamov izpuščena.
Seznam je prvi opisal egiptolog James Burton leta 1825. Leta 1843 je nemška odprava pod vodstvom egiptologa Karla Richarda Lepsiusa potovala po Nilu navzgor do Karnaka. Francoski član odprave Émile Prisse d'Avennes je ponoči demontiral in ukradel kamnite plošče s seznamom in jih poslal v Francijo. Zelo poškodovane plošče so zdaj v pariškem Louvreu.

## Seznam
Imenu faraona sledi ime, napisano na Karnaškem seznamu, Številčenje je povzeto po Lepsiusu.
| Leva stran                 | Leva stran           | Desna stran               | Desna stran          |
| Gornja vrsta               | Gornja vrsta         | Gornja vrsta              | Gornja vrsta         |
| Faraon                     | Ime na seznamu       | Faraon                    | Ime na seznamu       |
| -------------------------- | -------------------- | ------------------------- | -------------------- |
| 1. Neznan                  | Nefer-ka-re          | 32. Senusret III.         | Kha-ka-re            |
| 2. Sneferu                 | S-neferu             | 33. Sobekhotep IV.        | Kha-nefer-re         |
| 3. Sahure                  | Sahu-re              | 34. Neferhotep I.         | Kha-sekhem-re        |
| 4. Njuserre Ini            | Ini                  | 35. Uničeno               | uničeno              |
| 5. Džedkare Isesi          | Isesi                | 36. Sobekhotep I.         | Sekhem-re-khu-tawy   |
| 6. Uničeno                 | uničeno              | 37. Amenemhet VI.         | S-ankh-ib-re         |
| 7. Uničeno                 | uničeno              | 38. Nebirirav I.          | Se-wadj-en-re        |
| 8. Džehuti                 | Sekhem-re-semen-tawy | 39. Neznan                | ...kau(re)           |
| Druga vrsta                |                      |                           |                      |
| Faraon                     | Ime na seznamu       | Faraon                    | Ime na seznamu       |
| 9. Uničeno                 | uničeno              | 40. Uničeno               | uničeno              |
| 10. Intef II.?             | Intef                | 41. Neferhotep II.        | Mer-sekhem-re        |
| 11. Intef I.?              | In...                | 42. Sobekhotep VII.       | Mer-kau-re           |
| 12. Mentuhotep I.?         | Men...               | 43. Sobekhotep VIII.?     | Se-user-tawy         |
| 13. Intef Starejši?        | Intef                | 44. Neznan                | ...re                |
| 14. Neznan                 | Teti                 | 45. Neznan                | Senefer..re          |
| 15. Neznan                 | Pepi                 | 46. Kahotepre Sobekhotep  | Kha-hotep-re         |
| 16. Merenre Nemtjemsaf I.? | Mer-en-re            | 47. Sobekhotep II.        | Kha-ankh-re          |
| Tretja vrsta               |                      |                           |                      |
| Faraon                     | Ime na seznamu       | Faraon                    | Ime na seznamu       |
| 17. Amenemhet I.           | Se-hotep-ib-re       | 48. Rahotep               | (Sekhem)re Wahkhaure |
| 18. Amenemhet II.          | Nebu-ka-re           | 49. Sevahenre Senebmiu    | Se-wah-en-re         |
| 19. Uničeno                | uničeno              | 50. Merhotepre Sobekhotep | Mer-hotep-re         |
| 20. Uničeno                | uničeno              | 51. Vegaf                 | Khu-tawi-re          |
| 21. Amenemhet IV.          | Maat-khe-ru-re       | 52. Uničeno               | uničeno              |
| 22. Sobekneferu            | Sobek-neferu         | 53. Uničeno               | uničeno              |
| 23. Sehetepkare Intef?     | Intef                | 54. Sobekemsaf I.         | Sekhem-re-wadj-khau  |
| Spodnja vrsta              |                      |                           |                      |
| Faraon                     | Ime na seznamu       | Faraon                    | Ime na seznamu       |
| 24. Senusret I.            | Kheper-ka-re         | 55. Neznan                | ...re                |
| 25. Sekenenre Tao          | Se-qen-en-re         | 56. Senusret IV.?         | Senefer..re          |
| 26. Senakhtenre Ahmose     | Se-nakht-en-re       | 57. Neznan                | Sewadj..re           |
| 27. Bebiank                | Se-user-en-re        | 58. Neznan                | Sekhem..re           |
| 28. Nubkeperre Intef       | Nub-kheper-re        | 59. Uničeno               | uničeno              |
| 29. Mentuhotep II.         | Neb-hepet-re         | 60. Uničeno               | uničeno              |
| 30. Mentuhotep III.        | Se-nefer-ka-re       | 61. Uničeno               | uničeno              |
| 31. Uničeno                | uničeno              |                           |                      |